# Danilson Córdoba
Luis Danilson Córdoba Rodríguez (* 6. September 1986 in Quibdó) ist ein kolumbianischer Fußballspieler.
Danilson Córdoba begann seine Karriere 2004 bei Independiente Medellín. Er wechselte 2009 nach Japan zu Consadole Sapporo. 2010 wurde Danilson Córdoba an Nagoya Grampus verliehen, das ihn Anfang 2011 fest unter Vertrag nahm. Zuvor hatte er mit seiner Mannschaft die Meisterschaft 2010 gewonnen. Anfang 2016 schloss er sich Avispa Fukuoka an, konnte sich dort aber nicht durchsetzen. Mitte 2017 kehrte er zu Independiente in sein Heimatland zurück. Seit Anfang 2018 spielt er für Jaguares de Córdoba.